# 日後，回家路
《日後，回家路》（英語：After Journey）， 2020年導演羅越的電影短片作品，繼《最後的記憶》後，導演羅越與金馬國際影展創辦人、榮獲金馬獎終生成就獎徐立功監製再次攜手合作，並邀請到劉畊宏擔任監製，共同製作一部關於家、關於親情、關於一位阿嬤和孫女的溫馨劇情片。由暱稱「國民阿嬤」的金馬影后陳淑芳，橫跨演員、主持人的林彥君領銜主演，資深演員王滿嬌、金鐘獎電視電影最佳男配角黃鐙輝特別演出。

## 角色介紹
| 演員姓名 | 角色名稱 | 介紹 |
| 陳淑芳   | 羅月米   | 從恆春嫁來台北的羅月米，和妹妹羅月妹（王滿嬌 飾）兩人一南一北，感情依然十分融洽，時常往來，但逐漸年邁，只能靠電話聯絡彼此。最近因為妹妹的失聯擔心不已，打算回恆春一趟。                                                                   |
| 林彥君   | 陳嘉茵   | 羅月米（陳淑芳 飾）的孫女，嘉茵有著俏皮開朗的個性，剛出社會懷抱著夢想即將到美國留學，對國外憧憬的她非常期待這次遠行，興奮的她決定在離開之前安排一趟小旅行和台灣道別。                                                                     |
| 王滿嬌   | 羅月妹   | 台灣典型的傳統婦女，居住在屏東，是一位道地的屏東人，和最小的兒子李堯民（黃鐙輝 飾）一同住在紅柴坑的老宅裡。和姐姐羅月米（陳淑芳 飾）分隔南北兩地，經常透過電話維繫感情，平時以種菜和鄰居互相聊天為樂，總是以樂觀的態度看待生活的一切。    |
| 黃鐙輝   | 李堯民   | 羅月妹（王滿嬌 飾）最小的兒子，在屏東恆春長大，出社會時曾搬到北部工作生活，因為不習慣都市的生活，家裡也僅剩母親一人，所以決定搬回跟母親一起同住，在家附近的漁港工作，孝順的他還會抽空幫忙母親打理一切，不求大富大貴只求安安穩穩的過日子。 |

## 電視播出
| 日期       | 時間   | 頻道       | 節目                      |
| 2020/12/19 | 21：00 | 靖天映畫台 | 國度影展                  |
| 2020/12/22 | 21：00 | 靖天映畫台 | 國度影展                  |
| 2020/12/25 | 21：00 | 靖天映畫台 | 國度影展                  |
| 2022/02/02 | 19：00 | 人間衛視   | 三好微電影 第三屆世界影展 |

## 獎項紀錄

### 2021三好微電影國際創作競賽
| 年份 | 獎項 | 得獎者           | 結果 |
| ---- | ---- | ---------------- | ---- |
| 2021 | 優選 | 《日後，回家路》 | 獲獎 |

### 2020CKFF國度影展
| 年份 | 獎項       | 得獎者           | 結果 |
| ---- | ---------- | ---------------- | ---- |
| 2020 | 最佳劇情片 | 《日後，回家路》 | 提名 |
| 2020 | 最佳導演獎 | 羅越             | 提名 |
| 2020 | 最佳女演員 | 陳淑芳           | 提名 |
| 2020 | 最佳女演員 | 林彥君           | 提名 |

### 第七屆湖北金飛燕微電影大賽
| 年份 | 獎項 | 得獎者           | 結果 |
| ---- | ---- | ---------------- | ---- |
| 2020 | 入選 | 《日後，回家路》 | 提名 |

### 2020屏東電影節
| 年份 | 獎項         | 得獎者           | 結果 |
| ---- | ------------ | ---------------- | ---- |
| 2020 | 評審團優選獎 | 《日後，回家路》 | 獲獎 |
| 2020 | 最佳演員獎   | 陳淑芳           | 獲獎 |

## 電影主題曲
| 曲別   | 歌名         | 演唱者 | 作詞   | 作曲   |
| 主題曲 | 再回來的約定 | 林彥君 | 黃君毅 | 黃君毅 |

## 電影配樂
- 作曲：黃君毅
- 配樂錄音師：何政毅
- 配樂混音師：齊家陞

| 曲序 | 曲目                                       | 作曲   |
| ---- | ------------------------------------------ | ------ |
| 1.   | Farewell Party                             | 黃君毅 |
| 2.   | Tomorrow’s Hope                            | 黃君毅 |
| 3.   | Fun Liao Village                           | 黃君毅 |
| 4.   | 83 Year-Old Child                          | 黃君毅 |
| 5.   | 再回來的約定鋼琴版（Promise TO Come Back） | 黃君毅 |
| 6.   | Nice Holiday                               | 黃君毅 |
| 7.   | Fear Of Missing Reuinon                    | 黃君毅 |

## 工作人員
- 監製：徐立功、劉畊宏
- 製片：謝郁萱
- 製片助理：林奕璇
- 導演：羅越
- 副導演：劉靜怡
- 場記：林哲弘
- 編劇：吳秉穎、羅越、謝郁萱
- 攝影：陳柏緯
- 攝影大助：江雲凱
- 收音：林子煜、馮俊曄
- 燈光：王育彰
- 美術：林佳儀
- 造型：陳雅晴
- 服裝：謝郁萱
- 後製：羅越
- 成音：林子煜、馮俊曄
- 配樂：黃君毅
- 配樂混音師：齊家陞
- 劇照師：黎嘉豪、馬兆祺
- 製作：羅越電影有限公司

## 新聞資料
- 金馬雙料影后陳淑芳好運助陣 《日後，回家路》也榮獲2020年屏東電影節雙料大獎  （页面存档备份，存于）
亲斤星傳媒2020/11/23
- 國民阿嬤陳淑芳《日後，回家路》搭檔林彥君151演繹自然祖孫情 
青年日報2020/12/15
- 從主持到演電影　林彥君當女一還唱主題曲！自曝「聲嘶力竭」  （页面存档备份，存于）
CTWANT2020/12/19
- 「國民阿媽」變最強外掛！《回家路》恆春美景進入眼簾 
NOWnews今日新聞2020/12/20
- 林彥君去KTV都只坐在旁邊⋯突然被拱唱主題曲 剪接師花2天一個個音修 
Yahoo！奇摩新聞2020/12/20

## 相關連結
- Loehr 羅越的Facebook專頁
- 羅越電影有限公司的Facebook專頁
- 羅越電影有限公司的Instagram帳戶
- YouTube上的日後，回家路預告片
- YouTube上的日後，回家路完整版
- YouTube上的日後，回家路電影主題曲MV